# 11. armada (Wehrmacht)
Za druge 11. armada|armade glejte 11. armada.
11. armada je bila armada v sestavi Heera (Wehrmacht) med drugo svetovno vojno.

## Vojna služba
| Datum                     | Nadrejeno poveljstvo       | Področje (vir) |
| november 1939 - maj 1941  | Armadna skupina C          | Domovina       |
| maj - junij 1941          | Oberkommando der Wehrmacht | Domovina       |
| junij 1941 - avgust 1942  | Armadna skupina Jug        | Vzhodna fronta |
| avgust 1942               | Armadna skupina A          | Vzhodna fronta |
| september - november 1942 | Oberkommando des Heeres    | Vzhodna fronta |
| februar - april 1945      | Armadna skupina Weichsel   | Vzhodna fronta |
| april 1945                | Oberbefehlshaber West      | Zahodna fronta |

## Organizacija

### Stalne enote
- Arko 542
- Arko 521
- Gruppe Geheime Feldpolizei 647
- Feldgendarmerie-Trupp 756

### Dodeljene enote
12. december 1940
- XX. Armeekorps
- XXXXVI. Armeekorps
- XXXXVII. Armeekorps
- LII. Armeekorps

10. junij 1941
- LIV. Armeekorps
- XXX. Armeekorps
- XI. Armeekorps
- 22. pehotna divizija
- 22. pehotna divizija

4. december 1941
- LIV. Armeekorps
- XXX. Armeekorps
- XXXXII. Armeekorps
- Gorski (romunski) korpus

8. junij 1942
- LIV. Armeekorps
- XXX. Armeekorps
- XXXXII. Armeekorps
- Gorski (romunski) korpus
- VII. (romunski) korpus

8. oktober 1942
- L. Armeekorps
- LIV. Armeekorps
- XXX. Armeekorps
- XXvI. Armeekorps
- 3. gorska divizija

12. april 1945
- LXVII. Armeekorps
- XI. Armeekorps

## Poveljstvo
Poveljnik
- Generalpolkovnik Eugen von Schobert (5. oktober 1940–12. september 1941)
- Generalfeldmarschall Erich von Manstein (12. september 1941–22. november 1942)
- SS-Obergruppenführer Felix Steiner (26. januar 1945–5. marec 1945)
- General artilerije Anton Grasser (5. marec 1945–2. april 1945)
- General pehote Otto Hitzfeld (2. april 1945–8. april 1945)
- General artilerije Walther Lucht (8. april 1945–23. april 1945)